# تامکورد
تامکورد (به انگلیسی: Thomcord) نوعی انگور رومیزی بدون دانه و پیوندی از انگور سلطانی (گونه‌ای از انگور معمولی) و انگور کانکورد (گونه‌ای از انگور روباهی) است. تامکورد در سال ۱۹۸۳ توسط پرورش‌دهندگان انگور کالیفرنیا که برای سرویس تحقیقات کشاورزی آمریکا (ARS) و آژانس وزارت کشاورزی ایالات متحده (USDA) کار می‌کردند، به عنوان آزمایشی جهت درکِ بهتر روش پرورش انگورهای بدون دانه، توسعه داده شد.
عطر آن مانند انگورهای خانوادهٔ روباه و مزهٔ آن ترکیبی از طعم ملایم انگور سلطانی و شیرینِ انگور روباه است. تامکورد در آب و هوای گرم و خشک به خوبی رشد می‌کند و بین اواخر ژوئیه تا اواسط اوت، آمادهٔ بهره‌برداری است. این انگور برخلاف اجداد خود، به قارچ سفیدک سطحی مقاوم و از لحاظ ویژگی‌های زیستی نیز با آن‌ها متفاوت است. درخت تامکورد به‌طور متوسط می‌تواند ۱۵/۱ کیلوگرم (۳۳ پوند) انگور در محل کشت و ۳۰ تا ۳۲ کیلوگرم (۶۶ تا ۷۱ پوند) در آزمایش‌های پرورش انگور (در هر تاک) تولید کند. وزن هر کدام از حبه‌های آن بین ۲/۷۲ تا ۳/۳۸ گرم (۰/۰۹۶ تا ۰/۱۱۹ اونس) است و برخلاف کانکورد که پوست ضخیمی با قابلیت جداسازی پوسته از گوشتهٔ داخلی را دارد، دارای پوستی با ضخامت متوسط (آبی مایل به سیاه) و چسبیده به گوشتهٔ انگور است. دانه‌های موجود در وسط این میوه، نسبت به کانکورد که دانه‌های بزرگ و معطری دارد، کوچک‌تر و نسبت به دانه‌های انگور سلطانی بزرگ‌تر هستند، به همین دلیل نیز آن را در دستهٔ انگورهای بدون دانه قرار می‌دهند. از این انگور برای تولید آب انگور، ژلهٔ انگور و شراب استفاده می‌کنند.
این گیاه از نظر تکثیر و توزیع محدودیتی ندارد. موارد تکثیر بدون ویروس آن در بنیاد خدمات گیاهی آمریکا (FPS) در دانشگاه کالیفرنیا، دیویس در دسترس است و بانک ژنتیکی آن در سیستم ملی ژرم‌پلاسم گیاهی بایگانی می‌شود. تامکورد پس از ۱۷ سال آزمایش و بررسی، در سال ۲۰۰۳ مورد تأیید وزارت کشاورزی آمریکا قرار گرفت و امکان کشت آن برای کشاورزان فراهم شد.

## مشخصات
انگور تامکورد یک انگور ترکیبی بوده که در تابستان کشت می‌شود و در این فصل بین کشورهای تولیدکننده از لحاظ میزان پرورش و مصرف محبوب بالایی دارد. برخلاف انگور کانکورد که دانه دار است و معمولاً برای تهیه آب انگور و ژله استفاده می‌شود، تامکورد درشت، آبدار، بدون هسته و کمی سفت‌تر است. این انگور دارای پوستی آبی رنگ با ضخامتی متوسط بوده و شکوفه‌های درخت آن مایل به سفید است. برخلاف کانکورد، که پوست سفت آن به راحتی از میوه جدا می‌شود، تامکورد همانند انگور سلطانی دارای پوستی خوراکی‌تر و چسبیده به گوشت میوه است. این انگور مانند کانکورد معطر و مانند انگور سلطانی شیرینی ملایمی دارد. تامکورد برای رشد در شرایط گرم و خشک مناسب است، در حالی که کانکورد توانایی رشد در هوای گرم و خشک را ندارد؛ این ویژگی تا اندازه‌ای به خانوادهٔ انگورهای معمولی مربوط می‌شود و این صفت از انگور سلطانی به آن منتقل شده‌است. در تاکستان‌های کالیفرنیا، به ویژه دره سن خوآکین، همانند انگور سلطانی به خوبی رشد می‌کند. این نوع انگور به قارچ سفیدک سطحی مقاوم است (نه به‌طور کامل؛ این قارچ می‌تواند برگ‌ها، ساقه‌ها و حبه‌های تامکورد را تحت تأثیر قرار دهد) و از انگورهایی مانند روبی رومن حساسیت پرورشی (میزان مقاومت به تغییرات مختلف مانند آفات یا تغییرات آب و هوایی) کمتر و نسبت به گونه‌های مارس، ونوس و نیابل حساسیت بیشتری دارد. این انگور در تابستان (اواسط فصل)، بین اواخر ژوئیه و اواسط اوت در آمریکا به بار می‌نشیند.
|               | رنگ               | نوع پوسته     | امکان پرورش دانه | اندازه دانه | شرایط رشد  | مشخصات طعم               |
| ------------- | ----------------- | ------------- | ---------------- | ----------- | ---------- | ------------------------ |
| انگور سلطانی  | سفید (سبز کم رنگ) | چسبیده، نازک  | غیرقابل پرورش    | خیلی کوچک   | گرم و خشک  | ملایم و شیرین            |
| انگور کانکورد | آبی               | جدا، ضخیم     | قابل پرورش       | بزرگ        | رطوبت بالا | روباهی                   |
| تامکورد       | آبی مایل به سیاه  | چسبیده، متوسط | غیرقابل پرورش    | کوچک        | گرم و خشک  | روباهی اما ملایم و شیرین |

### چگونگی پرورش تاک

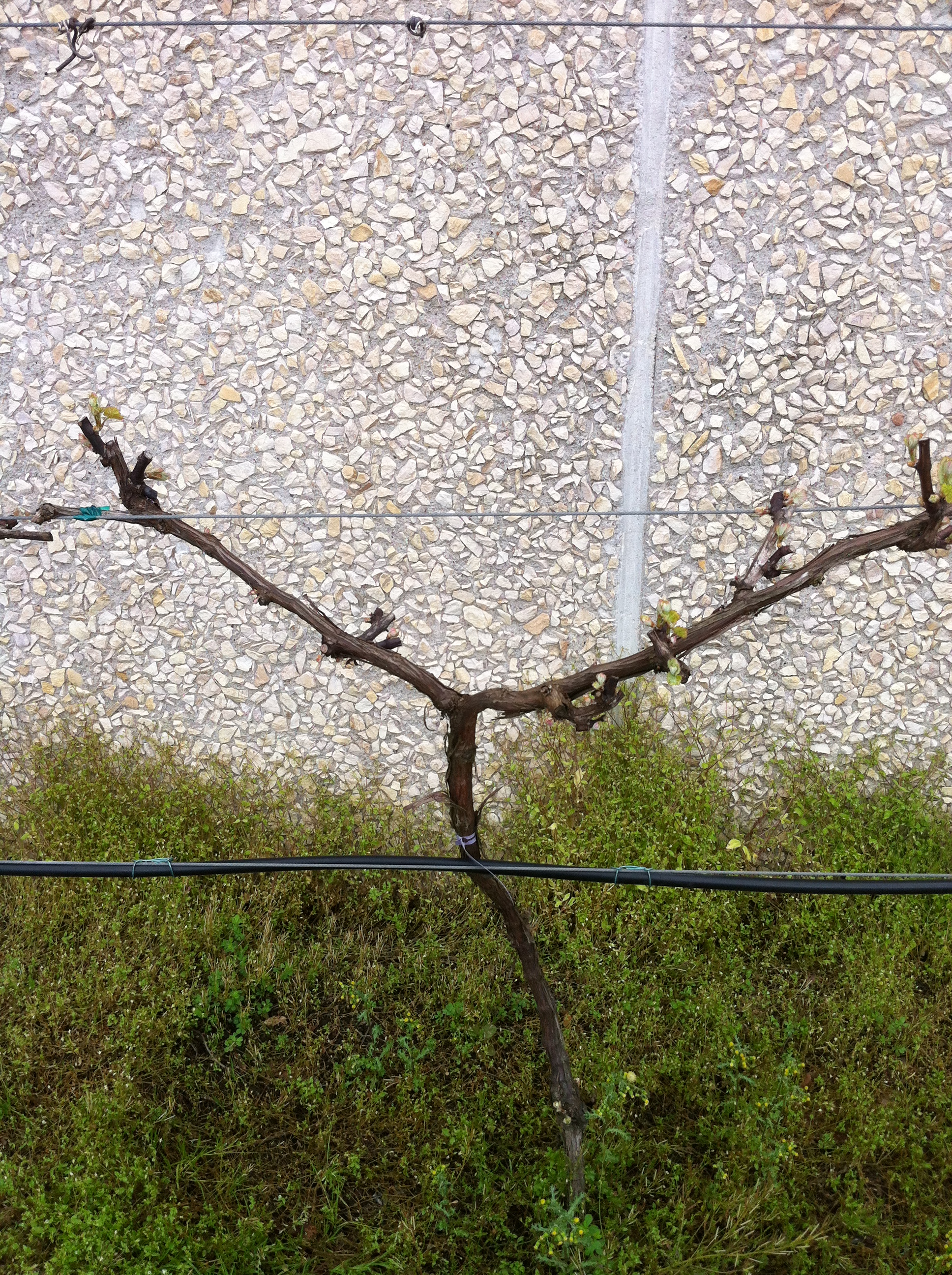
روش رشد دو طرفه

تامکورد یک نوع پیوندی با عملکردی بسیار شبیه به انگور سلطانی است. انگورها غالباً به صورت افقی و به شکل سایبان پرورش داده می‌شوند؛ روشی که در بین کشاورزان بسیار مورد استفاده قرار می‌گیرد، «رشد دو طرفه» است. در این روش دو کوردون (بازو) انگور به صورت افقی روی میله یا سیم، بسته و هر سال پس از رشد درخت در زمستان، بخش‌های اضافه هرس می‌شوند تا سایبان مورد نظر شکل بگیرد. درخت در این نوع پرورش می‌تواند ۱۳–۱۶ کیلوگرم (۲۹–۳۵ پوند) انگور، یا به‌طور متوسط ۱۵/۱ کیلوگرم (۳۳ پوند) محصول دهد. در سال ۲۰۰۲، انگورهای تامکوردِ پرورش یافته با این روش، به‌طور قابل توجهی، بیشتر از انگور تاجگذاری و انگور ونوس، میوه می‌دادند (به‌طور متوسط ۲۱/۳ کیلوگرم (۴۷ پوند) در هر تاک). برخلاف انگور سلطانی که اندازهٔ خوشه‌های آن به‌طور معمول کوچک است و وزن کمتر ولی پوسته‌ای ضخیم‌تر دارد، وزن خوشه‌های انگور تامکورد بین ۲۵۹ تا ۵۳۴ گرم (۰/۵۷۱ تا ۱/۱۷۷ پوند) و به‌طور متوسط ۳۴۰ گرم (۰/۷۵ پوند) است. فاصله بین حبه‌های انگور در هر خوشه بسیار کم بوده (البته نه به اندازه کانکورد) و ساقه‌های داخل انگور، به سختی قابل تشخیص است. تاک‌های این انگور شکلی مخروطی و دندانه‌های کوچکی دارد.

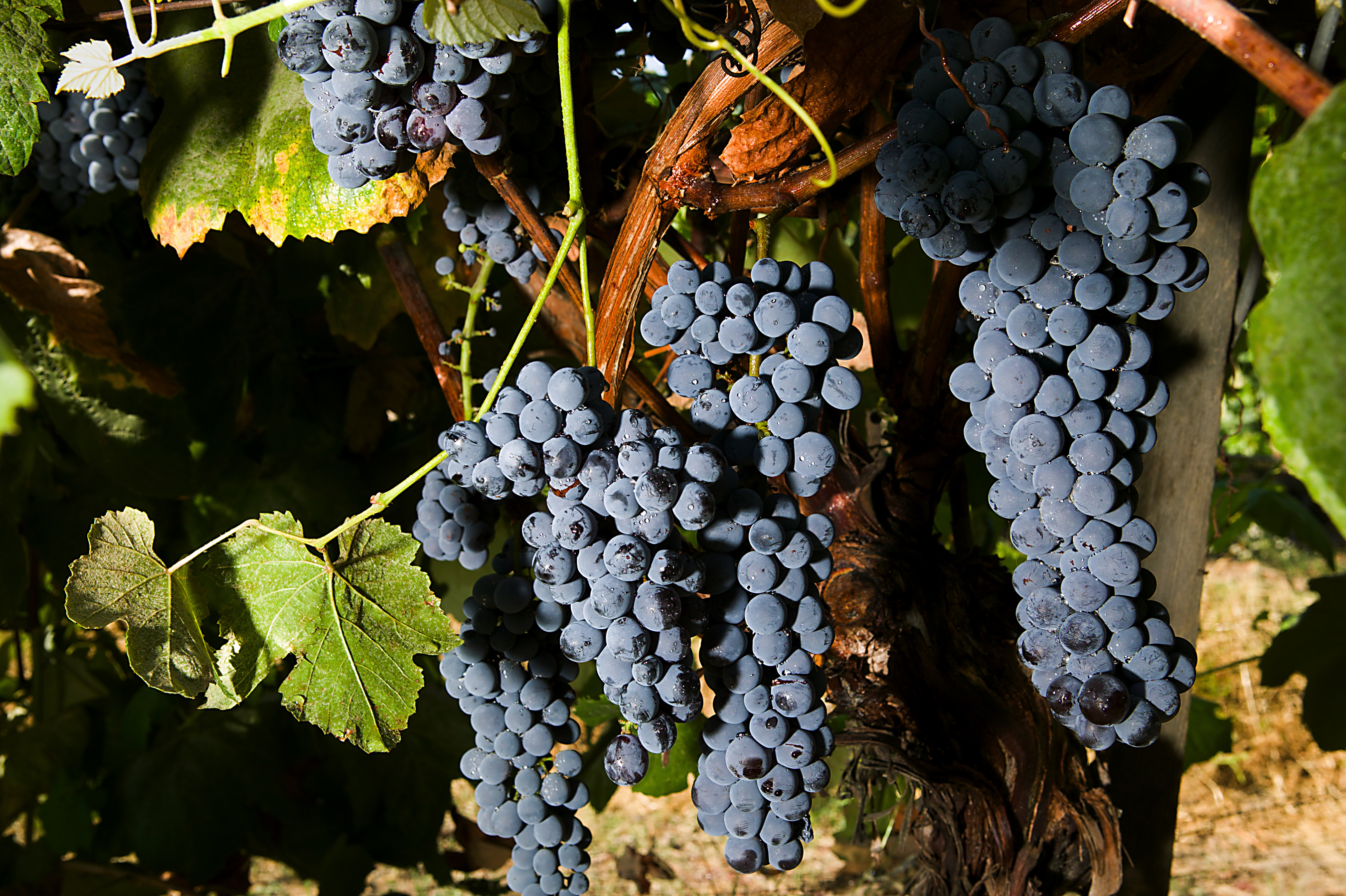
خوشه‌های انگور تامکورد

در مقایسه با انگور سلطانی، وزن و قطر حبه تامکورد بزرگتر و تنگی خوشه مشابه است. طول حبه بین ۱۸/۲ تا ۱۸/۳ میلی‌متر (۰/۷۲ و ۰/۷۲ اینچ) و قطر آن بین ۱۶/۷ تا ۱۷/۲ میلی‌متر (۰/۶۶ تا ۰/۶۸ اینچ) در آزمایش‌ها، بین سال ۲۰۰۱ تا ۲۰۰۲، متغیر بوده‌است. وزن حبه‌ها بین ۲/۷۲ تا ۳/۳۸ گرم (۰/۰۹۶ و ۰/۱۱۹ اونس) و به‌طور متوسط ۲/۸۵ گرم (۰/۱۰۱ اونس) است، که وزنی برابر انگور ونوس و سنگین‌تر از انگور تاجگذاری و انگور سلطانی محسوب می‌شود. اندازه میوه با بستن انگورها یا استفاده از جیبرلیک اسید به میزان قابل توجهی کاهش می‌یابد. دانه‌های تامکورد کوچک هستند، اما در برخی از سال‌ها می‌توانند درشت‌تر شوند (ضخیم شدن و بزرگ شدنِ دیواره‌های سلول‌های گیاهی و از بین رفتن پروتوپلاسم‌ها)، که این درشت شدگی می‌تواند باعث نمایان‌تر شدن دانه در بین گوشته نرم حبه شود. معمولاً دو دانه کوچک در هر حبه وجود دارد که میانگین وزن آنها بین ۱۴ تا ۲۲/۳ میلی‌گرم است. این مقدار با انگورهای ونوس و تاجگذاری از نظر سال و مکان، با توجه به یکسان بودن رقم گیاه تفاوت دارد. البته وزن دانه‌های تامکورد از انگور سلطانی با وجود دانه‌های بسیار کوچک، کمتر است (به دلیل وجود دانه‌های بیشتر در انگور سلطانی).
مشخصات بخش‌ها هنگام رویش

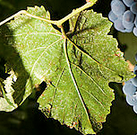
یک برگ تامکورد

برگ‌های بالغ تاک دارای سه لوب با سینوس‌های جانبی و فوقانی باز با عمق متوسط بوده و رگبرگ اصلی، کمی بلندتر از دمبرگ (ساقه‌ای که تیغه برگ را به ساقه متصل می‌کند) است. بین رگبرگ‌های پشتی هر برگ بالغ و جوان، زوائدی مویی شکل به صورت متراکم وجود دارد که به صورت صاف در سطح برگ قرار گرفته‌اند. برگ‌های این نوع انگور به صورت دندانه‌دار و محدب است و دندانه‌های متعدد و سه فرورفتگی عمیق دارند که آن را به سه لوب مجزا تقسیم می‌کند. برگ‌های جوان‌تر بر روی شاخه‌های بالاتر ایجاد می‌شوند و رنگی سبز-زرد (مسی رنگ) دارند.
شاخه‌های تاک دارای حداقل سه ویره اند؛ ساقه‌های جوان کاملاً باز و نوک آن‌ها دارای موهای متراکم با رنگ قرمز (ناشی از آنتوسیانین) است. قسمت‌های داخلی شاخه‌های جوان دارای رنگی سبز با نوارهای قرمز در قسمت جلویی-پشتی و سبز روشن در قسمت پشتی-شکمی) هستند.
| میزان محصول دهی            | شکل خوشه                  | وزن خوشه       | وزن حبه          | طول حبه              | قطر حبه              |
| -------------------------- | ------------------------- | -------------- | ---------------- | -------------------- | -------------------- |
| متوسط ۱۵/۱ تا ۲۱/۳ کیلوگرم | مخروطی با برآمدگی‌های کوچک | ۲۵۹ تا ۵۳۴ گرم | ۲/۷۲ تا ۳/۳۸ گرم | ۱۸/۲ تا ۱۸/۳ میلی‌متر | ۱۶/۷ تا ۱۷/۲ میلی‌متر |

## تاریخچه
در سال ۱۹۸۳، محقق باغبانی دیوید دابلیو. رامینگ و تکنسین کشاورزی رونالد. ال تالاریو، (پرورش دهندگان انگور کالیفرنیا، که برای سرویس تحقیقات کشاورزی آمریکا (ARS) کار می‌کردند) به همراه محقق ارشد آژانس تحقیقات علمی آمریکا (USDA) از انگور سلطانی و کانکورد برای پاسخ به یک سؤال فنی در مورد روشی که به تازگی برای پرورش انگورهای بهتر و بدون دانه توسعه یافته‌بود استفاده کردند. محققان در این روش، گیاهان پرورش یافته را به صورت کشت جنین از تخم‌های بارور شده (زیگوتیک) به جای بافت گیاه مادر (سوماتیک) ایجاد و از ۱۲۳۱ تخلیه انگور سلطانی (حذف قطعات گل نر برای کنترل گرده افشانی)، ۱۳۰ تخمک را با استفاده از روش‌های نجات جنینی تولید نمودند. از این تعداد، ۴۰ جنین رشد کرده و سه نهال توانایی کاشت را پیدا کردند. نهال اصلی و کامل تامکورد، در سال ۱۹۸۴ با همکاری دانشگاه ایالتی کالیفرنیا، فرزنو در قطعه تحقیقاتی این دانشگاه کاشته و دو سال بعد یعنی در سال ۱۹۸۶ توسط رامینگ و تالاریو، از لحاظ آمادگی کشت در خارج از محیط تحقیقاتی مورد بررسی قرار گرفت. نخستین نسخه خارج از آزمایش تامکورد در دره سن‌واکین ولی تحت نام A29-67 برای اولین بار کاشته و بعدها به عنوان «تامکورد» معرفی شد. گیاه پیوندی جدید قبل از اعلام استفاده برای باغداران و باغبانان، ۱۷ سال مورد آزمایش و بررسی قرار گرفت و در ۱۱ سپتامبر ۲۰۰۳ و با تأیید وزارت کشاورزی آمریکا در دسترس پرورش‌دهندگان قرار گرفت. در حدود سال ۲۰۰۸، آزمایش‌های عمل‌دهی خارج از کالیفرنیا تازه آغاز شد و این انگور توانست در دیگر آب و هواهای آمریکا رشد و پرورش یابد؛ تامکورد به سرعت در بازارهای کشاورزی مورد توجه قرار گرفت و در بخش میوه‌های تازه سوپر مارکت‌ها به فروش رسید. تولید تامکورد یکی از بزرگ‌ترین موفقیت‌های طولانی مدت تحقیقات مرکز سرویس تحقیقات کشاورزی آمریکا (ARS) در کالیفرنیا بود، که از سال ۱۹۲۳ برخی از محبوب‌ترین انگورهای بدون دانه در بازار و انواع انگور قرمز، سفید و سیاه را برای علاقه‌مندان و پرورش دهندگان حرفه‌ای، توسعه داده بود. اگرچه پرورش‌دهندگان، این محصول را همان فراورده پرطرفدار و قدیمی معرفی می‌کنند، اما انتظار نمی‌رود که به یک نوع تجاری عمده تبدیل و به میزان بسیار زیادی کشت شود، زیرا طعم آن به اندازه انگورهای محبوب‌تر مانند انگور سلطانی یا انگور بی‌دانه یاقوتی ملایم نیست و کمی شیرین تر است. با این حال، رامینگ پیش‌بینی کرد، تامکورد به دلیل عطر و طعم متمایز و یکسان با انگور کانکورد و شبیه انگور مسقط، در بین مردم به خصوص در بازارهای شرقی به یک انگور خاص تبدیل و به دلیل استقبال در بازارهای کشاورزان، به رقیبی برای انگورهای کانکورد و سلطانی بدل شود.

## عرضه
سرویس خدمات گیاهی (FPS) در دانشگاه کالیفرنیا، دیویس، تامکورد را بررسی و مورد آزمایش قرار داد و دریافت که عاری از ویروس‌های شناخته شده‌است. این سرویس، تامکوردِ بدون میکروب را جهت پرورش برای علاقه‌مندان به کشت تاک ارائه می‌دهد. همچنین اطلاعات ژنتیکی این گونه، در سیستم ژرم‌پلاسم گیاهی ملی آمریکا ذخیره شده‌است که اطلاعات مورد نیاز برای تحقیق، از جمله توسعه و تجاری‌سازی ارقام جدید را امکان‌پذیر می‌کند. دیگر توسعه‌دهنده، سرویس تحقیقات کشاورزی آمریکا (ARS) است که انگور تامکورد را برای کشت ارائه نمی‌دهد. تامکورد یک گونه عمومی بوده (تنها تحقیقاتی نیست) و از نظر مصرف و توزیع محدودیتی ندارد. تامکورد در فروشگاه‌های مواد غذایی آمریکا، عموماً در فصل تابستان، قابل خریداری است.